# إندياما
إندياما إي بي ( Empresa Nacional de Diamantes EP ) هي شركة ألماس الوطنية القابضة التي تديرها الدولة في أنغولا . إنها الجهة صاحبة الامتياز الحصري لحقوق التعدين في مجال الماس الخام في أنغولا. 

## أنظر أيضاً
- الماس الصراعي
- الماس كاستثمار
- صناعة التعدين في أنغولا